# Auw bei Prüm
Auw bei Prüm település Németországban, Rajna-vidék-Pfalz tartományban. Lakosainak száma 611 fő (2023. december 31.).

## Népesség
A település népességének változása:
| Lakosok száma | 758  | 645  | 644  | 655  | 612  | 608  | 611  |
|               | 1975 | 2014 | 2017 | 2019 | 2021 | 2022 | 2023 |